# 大阪市立まつば小学校
大阪市立まつば小学校（おおさかしりつ まつばしょうがっこう）は、大阪府大阪市西成区にある公立小学校。

## 概要
1938年に創立した大阪市立梅南小学校が、学校の起源となっている。地域の児童数減少により、2015年に大阪市立津守小学校と統合し、従来の梅南小学校を名称変更する形で大阪市立梅南津守小学校へと改編した。さらに6年後の2021年には大阪市立松之宮小学校と統合し、梅南津守小学校を名称変更する形で大阪市立まつば小学校へと改編している。
2021年度以降の校名の「まつば」は、当時の梅南津守・松之宮両校の児童へのアンケートや地域の意見を参考に、校区となる松之宮（まつのみや）・津守（つもり）・梅南（ばいなん）の3地域のそれぞれの頭文字「ま」「つ」「ば」を組み合わせて命名された。
まつば小学校への改編の際、校章や校歌は同校の進学先でもある大阪市立梅南中学校とほぼ同じものへと変更されている。校章については梅南中学校の校章のデザインに入っている「中」の文字を「小」の文字に置き換え、校歌については歌詞の「梅南中学校」の部分を「まつば小学校」に置き換えて採用している。
学校敷地の西側には大阪市立梅南中学校があり、学校のすぐ東側はなにわ筋となっている。
梅南小学校当時の2007年7月まで東隣に韓国系の私立小学校・金剛学園小学校があり、同校との交流もおこなっていた。

## 沿革

### 梅南小学校
地域の人口の急増により、今宮第一（のち弘治）・今宮第五（現在の橘）・今宮第六（のち松之宮）・津守の4小学校の校区の一部を分離再編し、1938年に大阪市梅南尋常小学校として現在地に設置された。
3年後の1941年には国民学校令に基づき、大阪市梅南国民学校へと改称した。
1944年には学童集団疎開が実施された。学童疎開は各行政区ごとに集団疎開先が割り当てられ、西成区の国民学校では大阪府南部および和歌山県方面への疎開が決まった。梅南国民学校では和歌山県和歌山市および海草郡西和佐村・和佐村（いずれも現在は和歌山市へ編入）へ集団疎開を実施している。
1945年6月15日の第三次大阪大空襲では、校舎半焼の被害を受けている。
1947年の学制改革により、大阪市立梅南小学校に改称した。

### 学校統廃合
地域の児童数減少に伴い、2010年代以降学校規模適正化の対象校となり、近隣校との統合を含めた再編が検討されるようになった。
大阪市学校適正配置審議会は2010年2月、「今後の学校配置の適正化の進め方について（答申）」を出した。答申によると、小規模校では単学級が固定化することにより児童間の人間関係が固定化する状況が生まれること、また教員の配置が少なくなり同学年の教員での指導方法の打ち合わせや相談などができなくなったり一人で複数の校務を掛け持ちすることになるなどの負担が出るなど、デメリットがあるとして、一定の規模を下回る状況が続くと見込まれる学校については、近隣校との統廃合も含めた再編を検討するとした。統廃合対象校の選定については、児童数・学級数・将来的な児童数の推移予測などの複数の基準を示し、基準ごとに優先順位を付けて着手するとした。
この方針を具体化させる形で、他地域よりも児童数減少の傾向が進んでいた西成区北西部でも、小学校再編が検討されることになった。
児童数減少の傾向が顕在化していた大阪市立津守小学校と大阪市立梅南小学校との統合方針が具体化した。津守小学校を2015年3月に閉校して梅南小学校に統合し、梅南小学校を名称変更する形で、2015年4月より大阪市立梅南津守小学校として再編された。
津守小学校との統合後もなお、梅南津守小学校では近い将来に全学年が1学年1学級の単学級になると見込まれる状況となり、大阪市学校適正配置審議会答申で示された方針では統合などを検討する水準に達した。また隣接地域の大阪市立松之宮小学校でも単学級の小規模校の状態が続き、大阪市の方針では再編を検討する基準を満たした。これらの状況を勘案して、梅南津守小学校と松之宮小学校との2校再編方針が具体化されることになった。
地域や学校関係者との協議で、梅南津守小学校と松之宮小学校の統合校の校名は「まつば小学校」とし、従来の梅南津守小学校の敷地を引き継いで使用することが決まった。校章や校歌の制定、標準服等は従来の梅南津守小学校で採用されていたものを引き継ぐこと、英語教育・ICT活用・人権教育など従来の2校の取り組みを継承すること、などの調整・合意がおこなわれた。
2020年5月に大阪市会で、梅南津守小学校と松之宮小学校を統合する条例案が可決された。2021年4月1日付で従来の梅南津守小学校の校舎・校地を継承する形で、大阪市立まつば小学校へと改編した。

### 年表
- 1938年4月1日 - 大阪市梅南尋常小学校として創立。
- 1941年4月1日 - 国民学校令により、大阪市梅南国民学校へ改称。
- 1944年 - 学童集団疎開を実施。
- 1945年6月15日 - 大阪大空襲により校舎に被害を受ける。
- 1947年4月1日 - 学制改革により、大阪市立梅南小学校へ改称。
- 1976年3月 - 給食室落成。
- 1991年9月 - 講堂兼体育館・屋上プール竣工。
- 2014年9月19日 -  統廃合関連の条例案が大阪市会で可決。梅南小学校と津守小学校の統合が正式に決定。
- 2015年4月1日 - 津守小学校を統合。大阪市立梅南津守小学校に改称。
- 2015年4月25日 - 梅南津守小学校の統合式典を実施。
- 2020年5月26日 - 統廃合関連の条例案が大阪市会で可決。梅南津守小学校と松之宮小学校の統合が正式に決定。
- 2021年4月1日 - 松之宮小学校を統合。大阪市立まつば小学校に改編。
- 2021年11月6日 - まつば小学校の開校式を実施。

## 通学区域
- 大阪市西成区 鶴見橋3丁目、旭2・3丁目、梅南2・3丁目、津守2・3丁目の全域。
- 大阪市西成区 長橋3丁目、鶴見橋2丁目、旭1丁目、梅南1丁目、松1 - 3丁目、北津守4丁目、津守1丁目のそれぞれ一部。

卒業生は大阪市立梅南中学校へ進学する。

## 交通
- 南海汐見橋線 西天下茶屋駅 北へ約400m。
- Osaka Metro四つ橋線 花園町駅 西へ約800m。
- 南海本線・Osaka Metro堺筋線 天下茶屋駅 北へ約1.1km。
- 大阪シティバス まつば小学校前バス停 南へ約150m。